# De getuige
The Associate (Nederlandse vertaling: De getuige) is een legal thriller van de Amerikaanse auteur John Grisham die in 2009 uitkwam. Het boek gaat over een briljante idealistische rechtenstudent, die door middel van chantage wordt gedwongen op een groot advocatenkantoor te werken om daar voor zijn chanteur vertrouwelijke informatie van klanten te stelen.
Het hoofdthema is kritiek op grote dure advocatenkantoren die hun werknemers aan een enorm hoge werkdruk blootstellen en zeer creatief met de facturering omgaan (churning). Het verhaal is deels gebaseerd op een waargebeurde casus uit Las Vegas, waarin een man in het kader van zijn AA twaalfstappenprogramma een excuusbrief stuurde aan een vrouw die hij 19 jaar eerder had verkracht. Destijds had justitie het bewijs niet rondgekregen, maar met deze brief waarin de man het feit bekende werd alsnog een vervolging in gang gezet resulterend in een gevangenisstraf van 6 maanden.
De kritieken loofden het boek als een 'page-turner' maar vonden het einde tegenvallen. Verder vond Julia Rosenberg van The Observer het zodanig op The Firm lijken dat ze sprak van zelfplagiaat.

## Plot
Op een avond drinkt Kyle McAvoy zich met drie huisgenoten van Duquesne University en een meisje, Elaine Keenan, een stuk in de kraag, waarop twee van Kyles vrienden, Joey Bernardo en Baxter Tate, seks met Elaine hebben, terwijl Kyle en de vierde jongen voor Pampus liggen. Het meisje beweert nadien dat ze in bewusteloze toestand verkracht is, maar justitie seponeert de zaak wegens gebrek aan bewijs en de nachtmerrie wordt vergeten.
Vijf jaar later wordt Kyle, inmiddels een veelbelovend Yale-student, alsnog geconfronteerd met opnames van een mobiele telefoon waarop Joey vraagt of het meisje wakker is maar hij en Baxter desondanks gemeenschap met haar hebben, en gechanteerd met deze beelden. De leider van de chanteurs, die een zeer professionele indruk maken, noemt zich Benny en eist dat hij bij het prestigieuze New Yorkse advocatenkantoor Scully & Pershing gaat werken, dat defensiefabrikant Trylon Aeronautics verdedigt in een rechtszaak tegen concurrent Bartin Dynamics. De bedrijven zijn bittere rivalen maar hadden desalniettemin de handen ineengeslagen voor een joint venture voor de productie van een nieuw hypermodern gevechtsvliegtuig, een order die USD 800 miljoen waard is. Conflicten tussen de rivalen verscheurden de samenwerking al snel, resulterend in een bittere procedure. Het is de bedoeling dat Kyle te zijner tijd op deze zaak wordt gezet en topgeheime technische informatie van Trylon steelt. Kyle heeft weliswaar geen seks met het meisje gehad maar beseft dat openbaarmaking van het filmpje waar hij toch ook op staat hem zou kunnen verwoesten.
Scully & Pershing biedt een startsalaris van maar liefst USD 200.000 maar de werkdruk is moordend. Kyles vrienden en vader begrijpen Kyles plotselinge ommezwaai niet, want Kyle was altijd zeer idealistisch ingesteld en hield niet van grote kantoren en de jacht op het grote geld. Het eerste jaar doet aan een ontgroening denken. De medewerkers moeten lange uren draaien en het werk is geestdodend en soms ook zinloos (voor chauffeur spelen, dossiers klaarleggen, achteraf onnodig werk verrichten). Collega's krijgen gezondheidsklachten door de enorme werkdruk, maar de partners, die het ook hebben ondergaan, vinden dat het erbij hoort. Kyle zelf beseft dat Benny zijn appartement, laptop en telefoon heeft laten aftappen, en zoekt daarom wanhopig naar manieren om contact op te nemen met zijn vrienden van Duquesne en aan de verstikkende controle van de chanteurs te ontkomen. Uiteindelijk schakelt hij een advocaat met FBI-connecties en de hulp van zijn vader (ook advocaat) in.
Baxter Tate, na zijn studie alcoholist, drugsverslaafd en aan lager wal geraakt, kickt onder druk van zijn oom af van de drank en de drugs, en sluit zich bij de AA aan. Hij moet als onderdeel van het twaalfstappenprogramma erkennen welke mensen hij pijn heeft gedaan en proberen dit goed te maken. Dit wil hij mede doen door, zeer tegen Kyle en Joeys zin, zijn excuses aan Elaine aan te bieden. Zover komt het echter niet, want hij wordt, waarschijnlijk in opdracht van Benny, vermoord. De bekentenis en een eventuele strafprocedure had Kyles positie binnen Scully & Pershing kunnen beschadigen en bovendien zou Benny hem dan niet langer kunnen chanteren. Benny zorgt bovendien opzettelijk dat een werknemer op de Trylon-zaak betrapt wordt met drugs, waardoor deze een strafblad oploopt en het kantoor hem ontslaat. Kyle moet diens werk overnemen en krijgt daardoor toegang tot de topgeheime Trylon-documenten. De chanteurs dwingen hem de documenten via een speciale USB-stick te kopiëren en te stelen.
Maar Kyle heeft zijn tegenmaatregelen genomen. Hij downloadt slechts waardeloze informatie en de FBI zet een val op om Benny en de chanteurs te arresteren op het moment dat Kyle de informatie moet overdragen. Bovendien heeft zijn vader een discrete schikking met Elaine getroffen zodat Kyle niet langer chantabel is. Benny is blijkbaar getipt want hij komt niet opdragen. Voor wie Benny werkt blijft een mysterie: het kan Barton zijn, een andere concurrent, een buitenlandse overheid, of wellicht zelfs de Amerikaanse regering die het gekibbel tussen de fabrikanten zat is en zelf de hand op de informatie wil leggen.
De FBI biedt Kyle bescherming aan omdat Benny hem wellicht kan (laten) vermoorden als mogelijke getuigen, maar Kyle weigert zelfs onder FBI-bescherming onder te duiken. Hij neemt ontslag bij Scully & Pershing die een aanklacht wegens schending van de vertrouwelijkheid achterwege laten als hij niet meer in New York praktiseert. Dit vindt Kyle best, want hij heeft zojuist een maatschapsovereenkomst met zijn vader gesloten waardoor het advocatenkantoor McAvoy & McAvoy ontstaat, gevestigd in York, Pennsylvania. Met de suggestie dat Benny waarschijnlijk zo goed op de hoogte en getipt was omdat er nog een verklikker binnen Scully & Pershing zat die waarschijnlijk een partner is, laat hij zijn voormalige werkgever in verwarring achter.

## Bestseller 60
| Boeken met noteringen in de Nederlandse Bestseller 60 | Jaar van verschijnen | Datum van binnenkomst | Hoogste positie | Aantal weken | Opmerkingen |
| ----------------------------------------------------- | -------------------- | --------------------- | --------------- | ------------ | ----------- |
| De getuige                                            | 2009                 | 04-02-2009            | 1(3wk)          | 34           |             |